# Klupa
Klupa je vrsta namještaja, koji se najčešće izrađuje od drveta ili kombinacije više materijala: metala, lijevanog željeza, kovanog željeza, betona ili umjetnih materijala. Klupe mogu biti raznih oblika i veličina, s ili bez naslona za ruke i leđa. Najčešće su namijenjene za vanjsku upotrebu, za sjedenje u parkovima, okućnicama i vrtovima te tako predstavljaju dio urbanog pokućstva, odnosno uličnog pokućstva grada.
Drvene klupe koje se izrađuju isključivo od drveta mogu se dizajnirati na mnogo načina, a najčešće se koriste u dvorištima i vrtovima. Drvene klupe potrebno je zaštititi kvalitetnim premazima koji će ih zaštititi od raznih vremenskih nepogoda: sunca, kiše, snijega i sl. Klupe od kombinacije metala, lijevanog željeza i drva najčešće se koriste u uređenju javnih površina, parkova, gradskih trgova i sl. zbog svog izgleda, fizičke izdržljivosti i jednostavnog pričvršćivanja na betonsku podlogu.
Crkvene klupe i klupe unutar bogomolja ponekad su opremljene dodatnim dijelom za klečanje. Mogu biti različitih stilova, uključujući tradicionalne, moderne i zakrivljene kako bi odgovarale i nadopunjavale arhitektonske stilove i prostore crkvi. Klupa za pohranu je kombinacija prostora za sjedenje i kutije za pohranu, koja se često koristi za čuvanje vrtnih potrepština ili opreme za roštilj. Vrtne klupe slične su klupama u parkovima, ali su duže i nude više mjesta za sjedenje. Neki gradovi postavili su naslone od par daski za odmor ljudi na javnim površinama, gdje nema mjesta za obične klupe.

## Galerija
- Duga, zakrivljena klupa bez naslona
- Kamena klupa
- Crkvene klupe
- Duga bijela parkovna klupa